# 藍世聰
藍世聰（1956年9月16日—），台灣政治人物，民主進步黨黨員。高雄醫學院藥學系畢業。曾任中華民國國民大會第三屆國民大會代表、民主進步黨台北市黨部主任委員、台北市議會第九屆議員、臺北市政府民政局局長，中華民國藥師公會全國聯合會理事，蘇貞昌擔任民主進步黨主席時出任黨中央黨部社會發展部主任，陳水扁、謝長廷擔任民主進步黨主席時出任中央黨部首席副秘書長，2007年民主進步黨總統提名選舉時擔任蘇貞昌競選辦公室主任。蔡英文當選民進黨主席後，擔任民進黨中央黨部台灣民主學院主任。

## 經歷
2014年12月，藍世聰獲當選臺北市市長的柯文哲邀請出任臺北市政府民政局局長，並於12月25日就任。在民政局長任內，作風務實、親民，對於里長反應地方上的問題都能即時回應，不分藍綠的給予協助，為地方里長所盛讚，也為柯文哲的基層實力打下厚實基礎。
2018年6月，藍世聰在臺北市議會面對議員戴錫欽質詢時，公開力挺柯文哲連任而非支持民進黨市長參選人姚文智，並說出「如果要開除我，記得寫下我是支持柯文哲」。
2018年11月，柯文哲以微小的差距驚險連任台北市長，其中於黃信介、藍世聰家族長期經營的大同區狂勝對手丁守中一萬多票，被外界認為是勝選的重要因素。

## 家庭
藍世聰姊姊為前立法委員藍美津，姊夫為前總統府國策顧問黃天福。外甥黃向羣曾為臺北市議員，現為臺北農產運銷公司董事長。

## 軼聞
- 2022年9月5日，徐巧芯在臉書貼出一張時任台北市長候選人陳時中競選辦公室的分機表，並揭露藍世聰兒子藍佑倫也在陳的團隊中。[4]9月7日，藍世聰時任北市民政局長他至台北市議會備詢時，被王鴻薇問到，藍世聰在柯文哲市府工作，其子卻於陳時中團隊，是不是「腳踏兩條船」。藍世聰表示，小孩已長大，尊重其選擇，小孩支持陳時中他也很開心。[5]對此柯文哲則回應，只有北韓會百分之百支持某個人，一個團隊不可能百分之百。[6]

## 參看
- 藍家古厝

## 外部連結
- 臺北市議會歷任議員查詢 （页面存档备份，存于）
- 藍世聰的Facebook專頁